# Milvernes Lima
Milvernes Cruz Lima, ou apenas Milvernes Lima, (Curaçá, 1º de abril de 1919 – Almenara, 31 de dezembro de 1984) foi um empresário, agropecuarista e político brasileiro, outrora deputado federal por Pernambuco.

## Dados biográficos
Filho de Policarpo Rodrigues Lima e Sinforosa Cruz Lima. Agropecuarista, elegeu-se deputado federal pelo PSD em 1958, renovando o mandato pelo PTB em 1962 e pela ARENA em 1966. Afastou-se da política por alguns anos até eleger-se suplente de deputado federal em 1978, exercendo o mandato para cobrir as licenças médicas de Joaquim Coutinho e depois a passagem de Gonzaga Vasconcelos como secretário de Justiça no governo Marco Maciel, encerrando sua carreira política ao fim de sua convocação.
Faleceu vítima de infarto no interior de Minas Gerais.